# Oneul
Oneul (오늘?), noto anche con il titolo internazionale A Reason to Live, è un film del 2011 scritto e diretto da Lee Jeong-hyang.

## Trama
Da-hae perde tragicamente il fidanzato, investito da un quindicenne in fuga con un veicolo rubato; il ragazzo viene condannato, in seguito all'aggiunta di altri reati, alla pena capitale, ma Da-hae si oppone e fa in modo che venga scarcerato: essendo infatti cattolica, ritiene giusto dover perdonare il giovane e andare avanti con la propria vita. Passato poco tempo, scopre però che il ragazzo dopo essere tornato in libertà ha ucciso un suo compagno di classe: l'evento turba profondamente Da-hae, che inizia a riflettere su quali siano veramente le sue convinzioni relative al perdono.

## Distribuzione
In Corea del Sud la pellicola è stata distribuita dalla Lotte Entertainment, a partire dal 27 ottobre 2011.